# Denis Irwin
Joseph Denis Irwin (Cork, 31 ottobre 1965) è un ex calciatore irlandese, di ruolo difensore.
Ha militato per dodici anni nel Manchester United con cui ha collezionato un totale di 529 presenze e 33 reti tra il 1990 e il 2002.

## Carriera

### Club
Classe 1965, è uno dei simboli della storia recente del Manchester. Approdato ai Red Devils nel 1990, divenne ben presto uno dei pilastri della retroguardia dello United con cui vinse sette titoli di Premier League. A metà degli anni novanta diventa capitano della squadra. In campo venne schierato come terzino sinistro e coprendo questo ruolo rimase titolare nel Manchester per dieci stagioni, fino all'esplosione di Phil Neville che lo costrinse trascorrere le ultime annate in panchina.
Ha lasciato lo United nel 2002 accasandosi al Wolverhampton, dove ha militato sino al 2004, anno in cui si è ritirato.

### Nazionale
È stato a lungo capitano della Nazionale irlandese (dove ha militato dal 1990 al 1999 segnando 4 reti in 56 presenze) con cui ha partecipato ai Mondiali del 1994 negli Stati Uniti.

## Statistiche

### Cronologia presenze e reti in nazionale
| Cronologia completa delle presenze e delle reti in nazionale ― Irlanda | Cronologia completa delle presenze e delle reti in nazionale ― Irlanda | Cronologia completa delle presenze e delle reti in nazionale ― Irlanda | Cronologia completa delle presenze e delle reti in nazionale ― Irlanda | Cronologia completa delle presenze e delle reti in nazionale ― Irlanda | Cronologia completa delle presenze e delle reti in nazionale ― Irlanda | Cronologia completa delle presenze e delle reti in nazionale ― Irlanda | Cronologia completa delle presenze e delle reti in nazionale ― Irlanda |
| Data                                                                   | Città                                                                  | In casa                                                                | Risultato                                                              | Ospiti                                                                 | Competizione                                                           | Reti                                                                   | Note                                                                   |
| ---------------------------------------------------------------------- | ---------------------------------------------------------------------- | ---------------------------------------------------------------------- | ---------------------------------------------------------------------- | ---------------------------------------------------------------------- | ---------------------------------------------------------------------- | ---------------------------------------------------------------------- | ---------------------------------------------------------------------- |
| 12-9-1990                                                              | Dublino                                                                | Irlanda                                                                | 1 – 0                                                                  | Marocco                                                                | Amichevole                                                             | -                                                                      |                                                                        |
| 17-10-1990                                                             | Dublino                                                                | Irlanda                                                                | 5 – 0                                                                  | Turchia                                                                | Qual. Euro 1992                                                        | -                                                                      |                                                                        |
| 6-2-1991                                                               | Wrexham                                                                | Galles                                                                 | 0 – 3                                                                  | Irlanda                                                                | Amichevole                                                             | -                                                                      |                                                                        |
| 27-3-1991                                                              | Londra                                                                 | Inghilterra                                                            | 1 – 1                                                                  | Irlanda                                                                | Qual. Euro 1992                                                        | -                                                                      |                                                                        |
| 1-5-1991                                                               | Dublino                                                                | Irlanda                                                                | 0 – 0                                                                  | Polonia                                                                | Qual. Euro 1992                                                        | -                                                                      |                                                                        |
| 1-6-1991                                                               | Foxborough                                                             | Stati Uniti                                                            | 1 – 1                                                                  | Irlanda                                                                | Amichevole                                                             | -                                                                      | 65’                                                                    |
| 11-9-1991                                                              | Győr                                                                   | Ungheria                                                               | 1 – 2                                                                  | Irlanda                                                                | Amichevole                                                             | -                                                                      |                                                                        |
| 16-10-1991                                                             | Poznań                                                                 | Polonia                                                                | 3 – 3                                                                  | Irlanda                                                                | Qual. Euro 1992                                                        | -                                                                      |                                                                        |
| 19-2-1992                                                              | Dublino                                                                | Irlanda                                                                | 0 – 1                                                                  | Galles                                                                 | Amichevole                                                             | -                                                                      |                                                                        |
| 29-4-1992                                                              | Dublino                                                                | Irlanda                                                                | 4 – 1                                                                  | Stati Uniti                                                            | Amichevole                                                             | 1                                                                      | 62’                                                                    |
| 26-5-1992                                                              | Dublino                                                                | Irlanda                                                                | 2 – 0                                                                  | Albania                                                                | Qual. Mondiali 1994                                                    | -                                                                      |                                                                        |
| 30-5-1992                                                              | Washington                                                             | Stati Uniti                                                            | 3 – 1                                                                  | Irlanda                                                                | U.S. Cup 1992                                                          | -                                                                      | 78’                                                                    |
| 4-6-1992                                                               | Boston                                                                 | Italia                                                                 | 2 – 0                                                                  | Irlanda                                                                | U.S. Cup 1992                                                          | -                                                                      | 63’                                                                    |
| 9-9-1992                                                               | Dublino                                                                | Irlanda                                                                | 4 – 0                                                                  | Lettonia                                                               | Qual. Mondiali 1994                                                    | -                                                                      |                                                                        |
| 14-10-1992                                                             | Copenaghen                                                             | Danimarca                                                              | 0 – 0                                                                  | Irlanda                                                                | Qual. Mondiali 1994                                                    | -                                                                      |                                                                        |
| 18-11-1992                                                             | Siviglia                                                               | Spagna                                                                 | 0 – 0                                                                  | Irlanda                                                                | Qual. Mondiali 1994                                                    | -                                                                      |                                                                        |
| 31-3-1993                                                              | Dublino                                                                | Irlanda                                                                | 3 – 0                                                                  | Irlanda del Nord                                                       | Qual. Mondiali 1994                                                    | -                                                                      |                                                                        |
| 28-4-1993                                                              | Dublino                                                                | Irlanda                                                                | 1 – 1                                                                  | Danimarca                                                              | Qual. Mondiali 1994                                                    | -                                                                      |                                                                        |
| 26-5-1993                                                              | Tirana                                                                 | Albania                                                                | 1 – 2                                                                  | Irlanda                                                                | Qual. Mondiali 1994                                                    | -                                                                      |                                                                        |
| 9-6-1993                                                               | Riga                                                                   | Lettonia                                                               | 0 – 2                                                                  | Irlanda                                                                | Qual. Mondiali 1994                                                    | -                                                                      |                                                                        |
| 16-6-1993                                                              | Vilnius                                                                | Lituania                                                               | 0 – 1                                                                  | Irlanda                                                                | Qual. Mondiali 1994                                                    | -                                                                      |                                                                        |
| 8-9-1993                                                               | Dublino                                                                | Irlanda                                                                | 2 – 0                                                                  | Lituania                                                               | Qual. Mondiali 1994                                                    | -                                                                      |                                                                        |
| 13-10-1993                                                             | Dublino                                                                | Irlanda                                                                | 1 – 3                                                                  | Spagna                                                                 | Qual. Mondiali 1994                                                    | -                                                                      |                                                                        |
| 17-11-1993                                                             | Belfast                                                                | Irlanda del Nord                                                       | 1 – 1                                                                  | Irlanda                                                                | Qual. Mondiali 1994                                                    | -                                                                      |                                                                        |
| 24-5-1994                                                              | Dublino                                                                | Irlanda                                                                | 1 – 0                                                                  | Bolivia                                                                | Amichevole                                                             | -                                                                      | 46’                                                                    |
| 29-5-1994                                                              | Hannover                                                               | Germania                                                               | 0 – 2                                                                  | Irlanda                                                                | Amichevole                                                             | -                                                                      | 46’                                                                    |
| 18-6-1994                                                              | East Rutherford                                                        | Italia                                                                 | 0 – 1                                                                  | Irlanda                                                                | Mondiali 1994 - 1º turno                                               | -                                                                      | 81’                                                                    |
| 24-6-1994                                                              | Orlando                                                                | Messico                                                                | 2 – 1                                                                  | Irlanda                                                                | Mondiali 1994 - 1º turno                                               | -                                                                      | 26’                                                                    |
| 7-9-1994                                                               | Riga                                                                   | Lettonia                                                               | 0 – 3                                                                  | Irlanda                                                                | Qual. Euro 1996                                                        | -                                                                      |                                                                        |
| 12-10-1994                                                             | Dublino                                                                | Irlanda                                                                | 4 – 0                                                                  | Liechtenstein                                                          | Qual. Euro 1996                                                        | -                                                                      | 46’                                                                    |
| 16-11-1994                                                             | Belfast                                                                | Irlanda del Nord                                                       | 0 – 4                                                                  | Irlanda                                                                | Qual. Euro 1996                                                        | -                                                                      |                                                                        |
| 15-2-1995                                                              | Dublino                                                                | Irlanda                                                                | 1 – 0                                                                  | Inghilterra                                                            | Amichevole                                                             | -                                                                      |                                                                        |
| 29-3-1995                                                              | Dublino                                                                | Irlanda                                                                | 1 – 1                                                                  | Irlanda del Nord                                                       | Qual. Euro 1996                                                        | -                                                                      |                                                                        |
| 26-4-1995                                                              | Dublino                                                                | Irlanda                                                                | 1 – 0                                                                  | Portogallo                                                             | Qual. Euro 1996                                                        | -                                                                      |                                                                        |
| 3-6-1995                                                               | Eschen                                                                 | Liechtenstein                                                          | 0 – 0                                                                  | Irlanda                                                                | Qual. Euro 1996                                                        | -                                                                      |                                                                        |
| 11-6-1995                                                              | Dublino                                                                | Irlanda                                                                | 1 – 3                                                                  | Austria                                                                | Qual. Euro 1996                                                        | -                                                                      |                                                                        |
| 6-9-1995                                                               | Vienna                                                                 | Austria                                                                | 3 – 1                                                                  | Irlanda                                                                | Qual. Euro 1996                                                        | -                                                                      |                                                                        |
| 15-11-1995                                                             | Lisbona                                                                | Portogallo                                                             | 3 – 0                                                                  | Irlanda                                                                | Qual. Euro 1996                                                        | -                                                                      |                                                                        |
| 13-12-1995                                                             | Liverpool                                                              | Paesi Bassi                                                            | 2 – 0                                                                  | Irlanda                                                                | Qual. Euro 1996                                                        | -                                                                      |                                                                        |
| 24-4-1996                                                              | Praga                                                                  | Rep. Ceca                                                              | 2 – 0                                                                  | Irlanda                                                                | Amichevole                                                             | -                                                                      |                                                                        |
| 31-8-1996                                                              | Eschen                                                                 | Liechtenstein                                                          | 0 – 5                                                                  | Irlanda                                                                | Qual. Mondiali 1998                                                    | -                                                                      |                                                                        |
| 9-10-1996                                                              | Dublino                                                                | Irlanda                                                                | 3 – 0                                                                  | Macedonia                                                              | Qual. Mondiali 1998                                                    | -                                                                      |                                                                        |
| 10-11-1996                                                             | Dublino                                                                | Irlanda                                                                | 0 – 0                                                                  | Islanda                                                                | Qual. Mondiali 1998                                                    | -                                                                      | 64’                                                                    |
| 2-4-1997                                                               | Skopje                                                                 | Macedonia                                                              | 3 – 2                                                                  | Irlanda                                                                | Qual. Mondiali 1998                                                    | -                                                                      |                                                                        |
| 30-4-1997                                                              | Bucarest                                                               | Romania                                                                | 1 – 0                                                                  | Irlanda                                                                | Qual. Mondiali 1998                                                    | -                                                                      | 33’ 46’                                                                |
| 10-9-1997                                                              | Vilnius                                                                | Lituania                                                               | 1 – 2                                                                  | Irlanda                                                                | Qual. Mondiali 1998                                                    | -                                                                      |                                                                        |
| 29-10-1997                                                             | Dublino                                                                | Irlanda                                                                | 1 – 1                                                                  | Belgio                                                                 | Qual. Mondiali 1998                                                    | 1                                                                      |                                                                        |
| 22-4-1998                                                              | Dublino                                                                | Irlanda                                                                | 0 – 2                                                                  | Argentina                                                              | Amichevole                                                             | -                                                                      | 46’                                                                    |
| 5-9-1998                                                               | Dublino                                                                | Irlanda                                                                | 2 – 0                                                                  | Croazia                                                                | Qual. Euro 2000                                                        | 1                                                                      |                                                                        |
| 18-11-1998                                                             | Belgrado                                                               | Jugoslavia                                                             | 1 – 0                                                                  | Irlanda                                                                | Qual. Euro 2000                                                        | -                                                                      |                                                                        |
| 10-2-1999                                                              | Dublino                                                                | Irlanda                                                                | 2 – 0                                                                  | Paraguay                                                               | Amichevole                                                             | 1                                                                      |                                                                        |
| 9-6-1999                                                               | Dublino                                                                | Irlanda                                                                | 1 – 0                                                                  | Macedonia                                                              | Qual. Euro 2000                                                        | -                                                                      |                                                                        |
| 1-9-1999                                                               | Dublino                                                                | Irlanda                                                                | 2 – 1                                                                  | Jugoslavia                                                             | Qual. Euro 2000                                                        | -                                                                      | 65’                                                                    |
| 9-10-1999                                                              | Skopje                                                                 | Macedonia                                                              | 1 – 1                                                                  | Irlanda                                                                | Qual. Euro 2000                                                        | -                                                                      |                                                                        |
| 13-11-1999                                                             | Dublino                                                                | Irlanda                                                                | 1 – 1                                                                  | Turchia                                                                | Qual. Euro 2000                                                        | -                                                                      |                                                                        |
| 17-11-1999                                                             | Bursa                                                                  | Turchia                                                                | 0 – 0                                                                  | Irlanda                                                                | Qual. Euro 2000                                                        | -                                                                      |                                                                        |
| Totale                                                                 |                                                                        | Presenze                                                               | 56                                                                     |                                                                        | Reti                                                                   | 4                                                                      |                                                                        |

## Palmarès

### Competizioni nazionali
- Campionato inglese: 7

Manchester United: 1992-1993, 1993-1994, 1995-1996, 1996-1997, 1998-1999, 1999-2000, 2000-2001
- Coppa d'Inghilterra: 3

Manchester United: 1993-1994, 1995-1996, 1998-1999
- Coppa di Lega inglese: 1

Manchester United: 1991-1992
- Charity Shield: 4

Manchester United: 1990, 1993, 1996, 1997

### Competizioni internazionali
- UEFA Champions League: 1

Manchester United: 1998-1999
- Coppa Intercontinentale: 1

Manchester United: 1999
- Coppa delle Coppe: 1

Manchester United: 1990-1991
- Supercoppa UEFA: 1

Manchester United: 1991